# Rastodentidae
Rastodentidae är en familj av snäckor. Rastodentidae ingår i ordningen Neotaenioglossa, klassen snäckor, fylumet blötdjur och riket djur. Enligt Catalogue of Life omfattar familjen Rastodentidae 5 arter.
Kladogram enligt Catalogue of Life:
| Rastodentidae | \| \| Rastodens \| \| \| \| \| \| Tridentifera \| \| \| \| |
|               | \| \| Rastodens \| \| \| \| \| \| Tridentifera \| \| \| \| |
|               | Rastodens                                                  |
|               |                                                            |
|               | Tridentifera                                               |
|               |                                                            |